# King of Kings (Manowar)
King of Kings is een single van heavy-metalband Manowar, uitgegeven in 2005.

## Artiesten
- Eric Adams - vocalist
- Joey DeMaio - bassist
- Karl Logan - gitarist
- Scott Columbus - drummer